# C++/CLI
C++/CLI — прив'язка мови програмування C++ до середовища програмування .NET фірми Microsoft. Вона інтегрує С++ стандарту ISO з Об'єднаною системою типів (Unified Type System, UTS), що розглядається як частина Загальної мовної інфраструктури (Common Language Infrastructure, CLI). Вона підтримує і початковий рівень, і функціональну сумісність виконуваних файлів, скомпільованих із рідного і керованого C++. C++/CLI стандартизований в ECMA як ECMA-372.